# John Baskerville

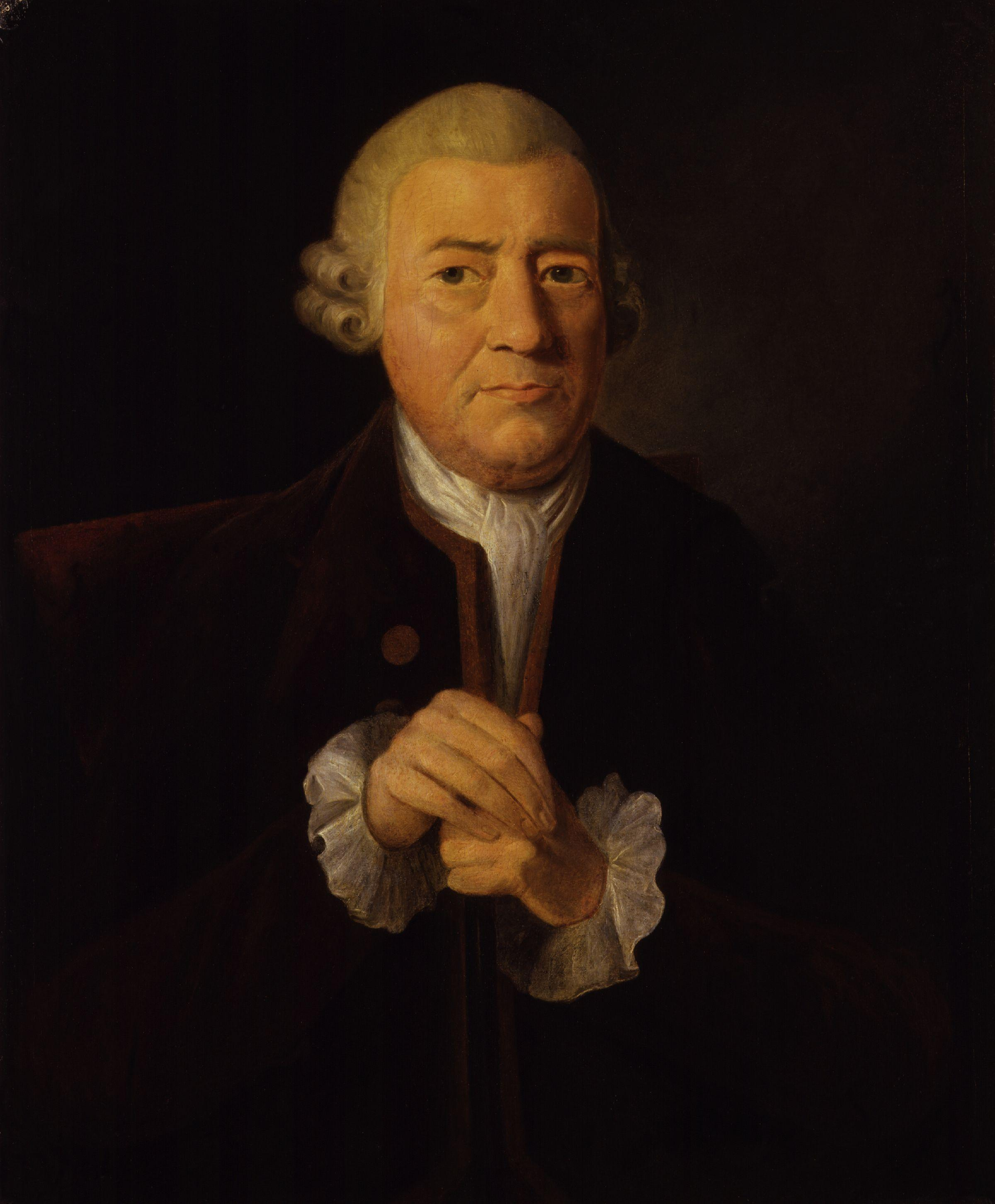
John Baskerville (1706-1775)

John Baskerville (Wolverley, 28 januari 1706 - 8 januari 1775) was een Engelse letterontwerper en typograaf in Birmingham. Hij was lid van de Royal Society of Arts. Hij ontwierp lettertypen die nu worden aangeduid met de naam Baskerville.
Baskervilles lettertype vormde het hoogtepunt van een reeks experimenten om de leesbaarheid van drukwerk te verbeteren. Deze experimenten omvatten ook papier maken en het produceren van drukinkt. In 1757 publiceerde Baskerville het verzameld werk van Vergilius en daarna volgden nog vele klassieke werken. In 1758 werd hij benoemd tot drukker bij de Cambridge University Press en hoewel atheïst, publiceerde hij in 1763 aldaar een schitterende bijbel in folioformaat, waarbij hij gebruikmaakte van zijn eigen lettertype, inkt en papier.
Hij was beïnvloed door de lettertypen van William Caslon en beïnvloedde op zijn beurt het werk van de Italiaanse letterontwerper Giambattista Bodoni en dat van de Franse ontwerper Pierre Simon Fournier. Benjamin Franklin, ook lid van de Royal Society of Arts, nam de lettertypen van Baskerville mee naar de nieuw gestichte Verenigde Staten waar zij door de federale overheid werden gebruikt voor officiële publicaties.
Als atheïst werd Baskerville op eigen verzoek begraven in de ongewijde grond van zijn eigen tuin bij zijn huis genaamd Easy Hill. Jaren later werd zijn lichaam opgegraven bij de aanleg van een kanaal en opgeslagen in een pakhuis. Later werd hij in de crypte van Christ Church in Birmingham bijgezet. Toen deze kerk in 1899 werd afgebroken werden zijn resten en die van anderen overgebracht naar gewijde catacomben in de Warstone Lane begraafplaats.
In Nederland bevindt zich veel werk van Baskerville in de collectie Engelse boekkunst van Fons van der Linden bij de Bijzondere Collecties van de Universiteit van Amsterdam.
- Bibliothèque nationale de France: cb12573554s (data)
- Catàleg d'autoritats de noms i títols de Catalunya: 981058520882306706
- Gemeinsame Normdatei: 118657488
- International Standard Name Identifier: 0000 0000 6652 6006
- Library of Congress Control Number: n81103313
- Nationale Bibliotheek van Tsjechië: xx0328394
- Nationale Bibliotheek van Israël: 987007279967805171
- Nederlandse Thesaurus van Auteursnamen: 068911513
- SNAC: w6fr061c
- Système universitaire de documentation: 114098395
- Trove: 1284147
- Union List of Artist Names: 500126262
- Virtual International Authority File: 73971148
- WorldCat: E39PBJvd6hVvrGpV6QgDy7gMyd